# Nocturnal Bloodlust
Nocturnal Bloodlust (jap. ノクターナル・ブラッドラスト, Rōmaji: Nokutānaru buraddorasuto) – japoński zespół grający muzykę na pograniczu metalcore’u oraz deathcore’u, pochodzący z Tokio. Został założony w 2009 roku.

## Historia
Zespół został założony w 2009 roku w Tokio. Już w 2010 wydali swoje demo pt. „Defect in Perfection”. W międzyczasie zdobywali popularność grając na lokalnych festiwalach jak np. Bloodaxe Festival i Gekirock. W 2011 wydali singiel „Voices of the Apocalypse”, który został podzielony na dwie części „-virtues-” i „-sins-”. Następnie 2013 roku podpisali umowę z wytwórnią IRIS & CRISIS nakładem której wydali swój pierwszy studyjny album pod tytułem „GRIMOIRE”. Po siedmiu latach zagrali swój pierwszy zagraniczny koncert w Szanghaju w Chinach. Następnie wyruszyli w trasę po Europie grając między innymi w Wielkiej Brytanii, Niemczech i Francji.
W październiku 2018 roku Cazqui i Daichi ogłosili, że z powodu oszustw podatkowych pracowników wytwórni, oraz nie wypłacania zaległych wypłat za koncerty zdecydowali się odejść z zespołu. Swój ostatni, pożegnalny koncert zagrali w grudniu tego samego roku.

## Styl
Nocturnal Bloodlust znane jest z implementacji różnych stylów metalu do swoich utworów. W ich muzyce dostrzec można wpływ między innymi nu-metalu, death metalu, czy nawet jazzu i funku. Zaliczają się do japońskiego nurtu visual-kei charakteryzującego się specyficznym ubiorem.

## Członkowie
- śpiew – Hiro (od 2009)
- gitara basowa – Masa (od 2009)
- perkusja – Natsu (od 2011)

### Byli członkowie
- gitara – Junpei (2009 – 2011)
- perkusja – Gaku Taura (2009 – 2011)
- gitara prowadząca – Cazqui (2009 – 2018)
- gitara – Daichi (2013 – 2018)
- gitara prowadząca – Lin (2019)

## Dyskografia

### Albumy
- GRIMOIRE (2013)
- THE OMNIGOD (2014)
- THE BEST '09-17' (2017)

### Minialbumy
- Ivy (2012)
- Omega (2013)
- ZēTēS (2016)
- Whiteout (2018)
- UNLEASH (2019)

### Single
- Voices of the Apocalypse -virtues- (2011)
- Voices of the Apocalypse -sins- (2011)
- Bury Me (2012)
- Last Relapse (2012)
- Obligation (2012)
- Disaster / UNBREAKABLE (2013)
- Triangle Carnage (2013)
- Strike in Fact (2014)
- DESPERATE (2014)
- Libra (2014)
- PROVIDENCE (2015)
- 銃創 (2015)
- SUICIDE (2017)
- Live to Die (2017)
- Whiteout (2018)